# Полібазит
Полібази́т (рос. полибазит; англ. polybasite; нім. Polybasit m) — мінерал класу сульфосолей, стибієвий сульфід срібла.

## Загальний опис
Хімічна формула: (Ag, Cu)16Sb2S11. Містить, % (при відношенні Ag: Cu=10): Ag — 69,47; Cu — 4,10; Sb — 10,82; S — 15,61. Домішки: As.
Сингонія моноклінна. Призматичний вид. Форми виділення: псевдогексагональні таблитчасті кристали, а також масивні агрегати. Спайність недосконала. Густина 6,1. Твердість 2—3,5. Колір сіро-сталевий до чорного. Риска чорна. Блиск металічний. Злам нерівний. Майже непрозорий. Зустрічається у низькотемпературних жилах. Руда срібла.
Відомі знахідки у Яхімові та Пршибрамі (Чехія), Гарці, Фрайберзі (Німеччина), Банській Штявниці (Словаччина), провінції Онтаріо (Канада), Трес-Пунтас (Чилі), у копальні Охіната (Японія), Перу, Мексиці. В США — в жилах зі сріблом (штати Аризона, Колорадо, Айдахо, Монтана, Невада).
Від полі… і грецького «базис» — основа (H.Rose, 1829).
Синоніми: блиск металічний.

## Різновиди
Розрізняють:
- полібазит арсеновий (пірсит);
- полібазит арсенистий (пірсит).